# Фоновые знания

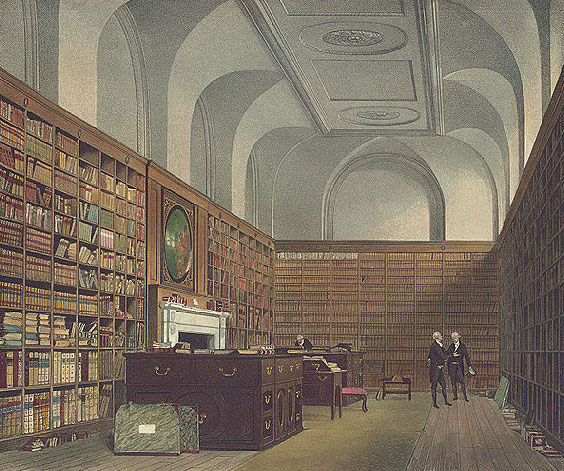
Королевская библиотека в Букингемском доме, Джеймс Стефанофф, 1817

Фоновые знания (англ. background knowledge) — знания общих реалий, условий, обстановки, среды, окружения; фоновая, то есть уже известная информация.
Включают обоюдное знание участниками коммуникативного процесса материальных, ситуативных и коннотативных реалий, которое требуется для интерпретации языка. Включают знания о предметах и явлениях, реалиях национальной культуры (реалии), а также знания об общепринятых в данном регионе нормах поведения, этикете. Фоновые знания являются контекстом, или невербальным, или проекцией ранее воспринятого вербального контекста на определённый случай.
Фоновые знания обеспечивают речевое общение и проявляются в качестве смысловых ассоциаций и коннотаций, соблюдения норм речевого поведения. Они составляют основу социолингвистической (сведения о применении языка в различных ситуациях согласно принятым нормам) и социокультурной компетенции (представления о социальных правилах и нормах поведения, принятых носителями языка, традиций, культуры данной страны). Лежат в основе национально-культурного уровня владения языком. Имеют важное значение в рамках межкультурных и межъязыковых коммуникаций.
Тексты Средневековья были рассчитаны на фоновые знания читателя, его знакомство с религиозными образами и богословием. немецкий философ и социолог Юрген Хабермас отмечал, что наиболее простые формы коммуникации непосредственно опираются на фоновое знание участников, на их жизненный мир. По мере проблематизации традиционных смысловых ресурсов жизненного мира, происходящей в процессе развития общества, для достижения согласия требуется всё больше усилий. Американский теоретик образования Э. Д. Хирш опубликовал словарь культурной грамотности, который, по его мнению, позволяет проникнуть в культуру носителей языка, в их фоновые знания. Для составления словаря Хирш провёл ряд исследований, добавив наиболее часто встречающиеся слова и конструкции в американских периодических изданиях. Согласно Хиршу, истинная грамотность зависит от знания особой информации, универсально разделяемой всеми членами данного сообщества.